# Віташково
Віташково (пол. Witaszkowo, нім. Vettersfelde) — село в Польщі, у гміні Ґубін Кросненського повіту Любуського воєводства.
Населення — 36 осіб (2011).
У 1975-1998 роках село належало до Зеленогурського воєводства.

## Демографія
Демографічна структура станом на 31 березня 2011 року:
|          | Загалом | Допрацездатний вік | Працездатний вік | Постпрацездатний вік |
| -------- | ------- | ------------------ | ---------------- | -------------------- |
| Чоловіки | 21      | 6                  | 13               | 2                    |
| Жінки    | 15      | 1                  | 8                | 6                    |
| Разом    | 36      | 7                  | 21               | 8                    |